# شهرستان کروسنو اودژانگسکیه
شهرستان کروسنو اودژانگسکیه (به لهستانی: Powiat Krosno Odrzańskie) یک شهرستان در لهستان است که در استان لوبوسکی واقع شده‌است. شهرستان کروسنو اودژانگسکیه ۱٬۳۹۰ کیلومتر مربع مساحت و ۵۶٬۴۶۳ نفر جمعیت دارد.